# Воробжа (Суджанский район)
Воробжа — село в Суджанском районе Курской области. Административный центр Воробжанского сельсовета.

## География
Село находится на одноимённой реке (приток Псла), в 13 км от российско-украинской границы, в 80 км к юго-западу от Курска, в 16 км к востоку от районного центра — города Суджа.
Улицы
В селе улицы: Воробьёва, Первомайская, Центральная.
Климат
Воробжа, как и весь район, расположена в поясе умеренно континентального климата с тёплым летом и относительно тёплой зимой (Dfb в классификации Кёппена).
| Показатель                                                                     | Янв. | Фев. | Март | Апр. | Май  | Июнь | Июль | Авг. | Сен. | Окт. | Нояб. | Дек. | Год  |
| ------------------------------------------------------------------------------ | ---- | ---- | ---- | ---- | ---- | ---- | ---- | ---- | ---- | ---- | ----- | ---- | ---- |
| Средний суточный максимум, °C                                                  | −3,6 | −2,4 | 3,6  | 13,4 | 19,7 | 23   | 25,5 | 25   | 18,5 | 10,9 | 3,8   | −0,8 | 11,4 |
| Средняя температура, °C                                                        | −5,7 | −5   | −0,1 | 8,6  | 15   | 18,7 | 21,1 | 20,3 | 14,3 | 7,6  | 1,6   | −2,7 | 7,8  |
| Средний суточный минимум, °C                                                   | −8,1 | −8,2 | −4,2 | 3,1  | 9,4  | 13,4 | 16,1 | 15,2 | 10   | 4,2  | −0,7  | −4,9 | 3,8  |
| Норма осадков, мм                                                              | 51   | 43   | 48   | 49   | 62   | 67   | 71   | 51   | 55   | 55   | 46    | 49   | 647  |
| Источник: Погода по месяцам c ru.climate-data.org(дата обращения: Август 2021) |      |      |      |      |      |      |      |      |      |      |       |      |      |

Часовой пояс
Село Воробжа, как и вся Курская область, находится в часовой зоне МСК (московское время). Смещение применяемого времени относительно UTC составляет +3:00.

## Население
| 2002 | 2010 |
| ---- | ---- |
| 335  | ↘251 |

## Инфраструктура
Личное подсобное хозяйство. В селе 178 домов.

## Транспорт
Воробжа находится в 4 км от автодороги регионального значения 38К-028 (Обоянь — Суджа), на автодороге межмуниципального значения 38Н-504 (38К-028 — Чёрный Олех), в 3 км от ближайшего ж/д остановочного пункта 73 км (линия Льгов I — Подкосылев).
В 98 км от аэропорта имени В. Г. Шухова (недалеко от Белгорода).

## Достопримечательности
- Мемориал воинам односельчанам с. Воробжа